# アレクサンドル・サモイロ
アレクサンドル・アレクサンドロヴィッチ・サモイロ（ロシア語: Александр Александрович Самойло、1869年 - 1963年）は、ロシア帝国、ソビエト連邦の軍人。最終階級は空軍中将。

## 経歴
第一次世界大戦に従軍。1917年12月～1918年2月、ブレスト和平交渉の軍事使節団員。ロシア帝国軍では少将まで昇進した。

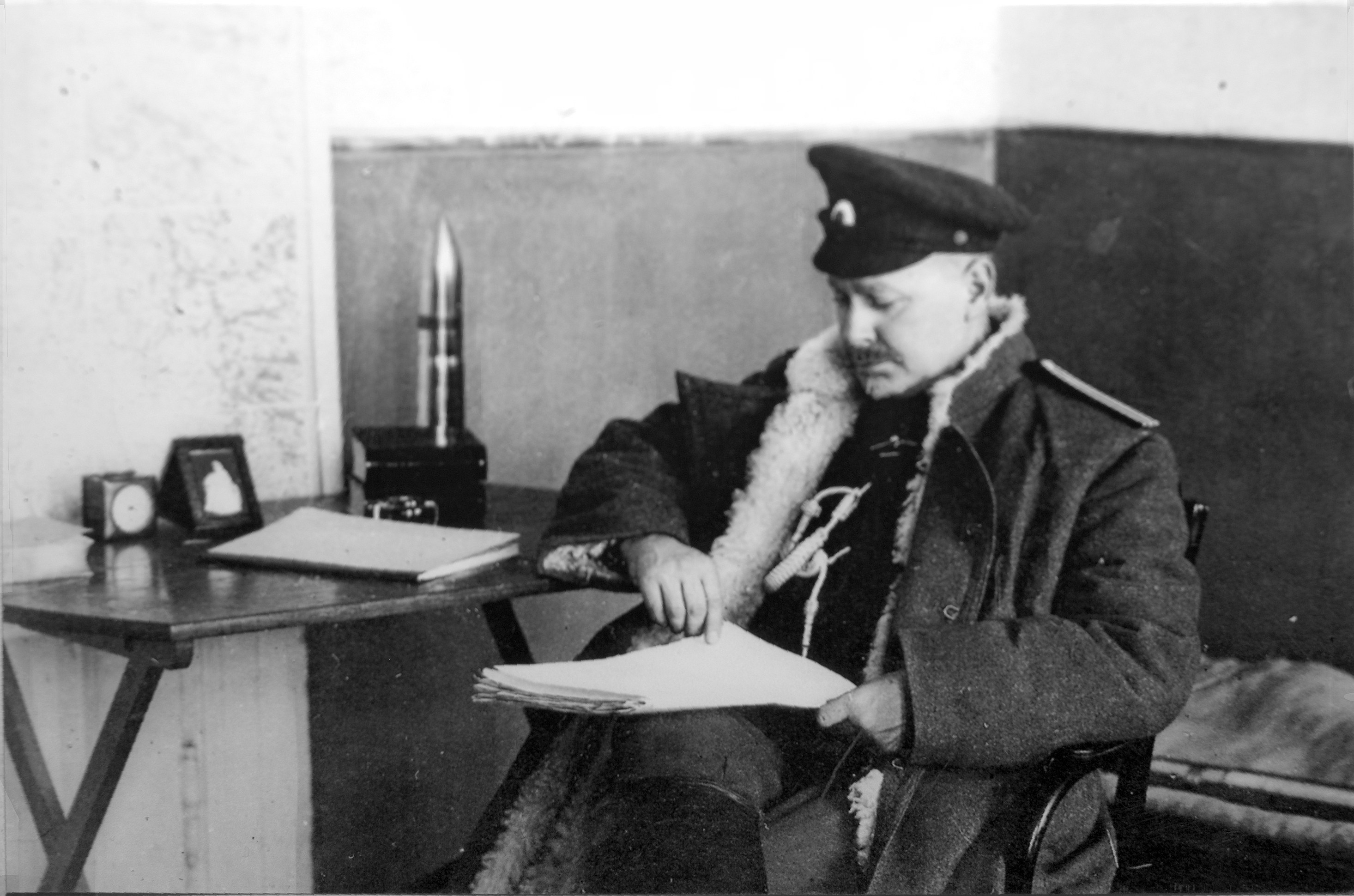
1917年のサモイロ

1918年2月、赤軍に志願し、ロシア内戦時は、東部戦線を指揮した。1920年～1921年、全ロシア参謀総長。
その後、軍事行政、参謀部、教育業務に移った。1948年退役。